# An der schönen blauen Donau

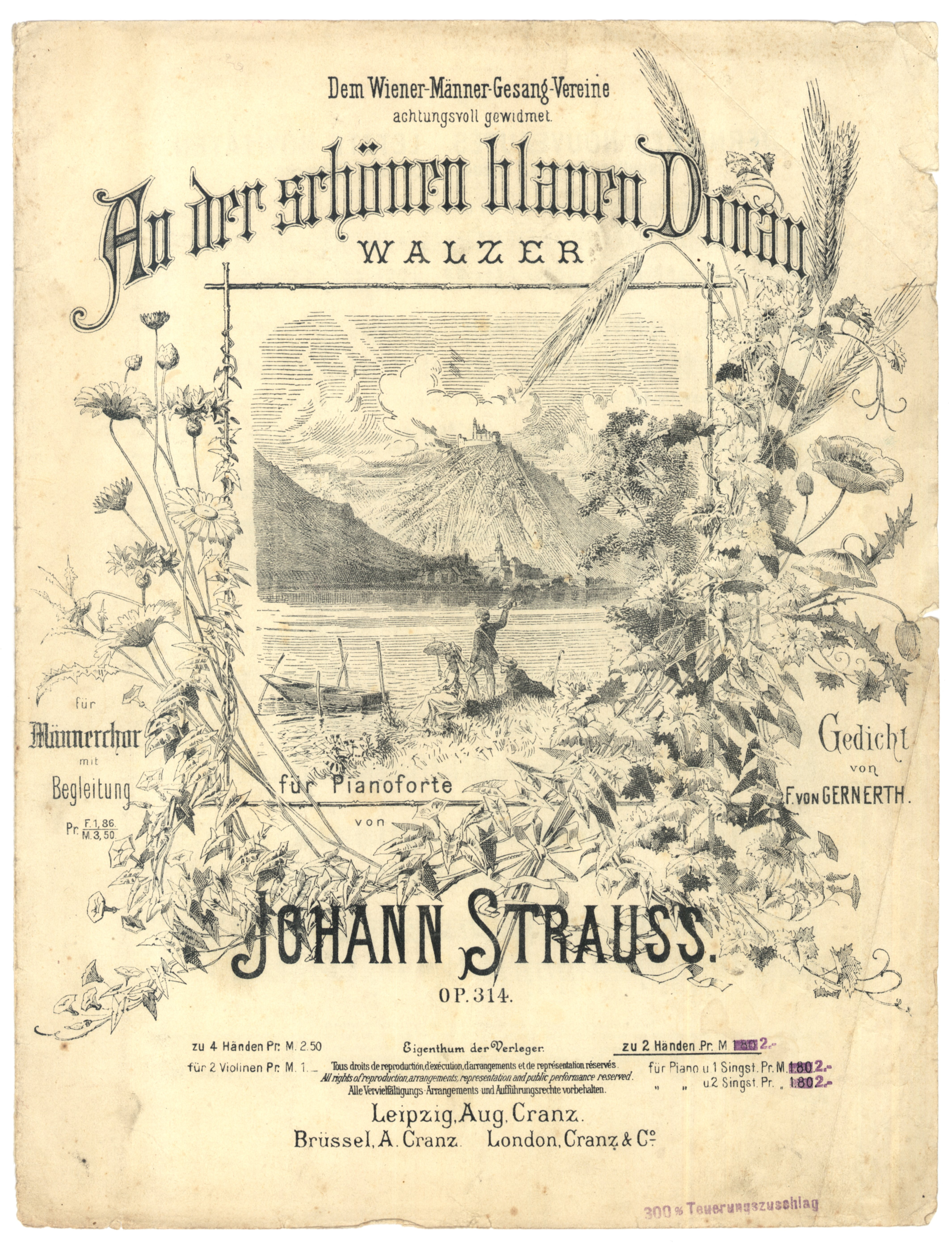
titelblad van de wals

An der schönen blauen Donau is een Weense wals van Johann Strauss jr.
In 1866 kreeg Strauss de opdracht een werk te schrijven voor de Wiener Männergesangverein. Zo ontstond An der Schönen Blauen Donau. Hij schreef de wals in zijn toenmalige woonhuis aan de Praterstraße 54 in Wenen, dat tegenwoordig het Johann Strauss Museum herbergt. Bij de première op 13 februari 1867 kende deze koorwals maar weinig bijval. Pas toen de componist in mei van hetzelfde jaar het werk tijdens de Wereldtentoonstelling te Parijs dirigeerde, werd het een triomf en begon zijn zegetocht door de wereld. Het is bekend dat Johannes Brahms een enorme bewondering voor deze wals koesterde. Op zijn concerten bracht hij er vaak een sensationele pianovertolking van.
In de tweede helft van de negentiende eeuw groeide dit werk uit tot het meest gespeelde stuk in Oostenrijk en werd het een soort nationale hymne.
De Wiener Philharmoniker sluiten traditioneel hun nieuwjaarsconcert af met deze wals en de Radetzkymars. De Amerikaanse regisseur Stanley Kubrick gebruikte An der schönen blauen Donau in zijn roemruchte film 2001: A Space Odyssey als achtergrondmuziek tijdens twee scènes uit de Floyd Section van de film.
- Biblioteca Nacional de España: XX2228709
- Bibliothèque nationale de France: cb13919689r (data)
- Catàleg d'autoritats de noms i títols de Catalunya: 981058525315406706
- Gemeinsame Normdatei: 4399716-8
- Library of Congress Control Number: n82111258
- MusicBrainz work: 6763c20d-f2df-3347-8a0e-7abad42a5a56
- Nationale bibliotheek van Australië: 35381158
- Nationale Bibliotheek van Israël: 987007581250405171
- Virtual International Authority File: 181002798